# مجتمع (قسم تجاري)
يعرف المجتمع بأنه قسم تجاري موجود في بلجيكا، كندا، اليونان، أيسلندا، ويلز، وعصبة الأمم تفويضات الفئة (أ)